# Парк пацюків
«Парк пацюків» (англ. Rat Park) — загальна назва низки експериментів з дослідження зв'язку між середовищем проживання та утворенням наркотичної залежності від опіатів у пацюків, що була проведена між 1976 та 1985 роком в університеті Симона Фразера під керівництвом Брюса Александера. Автори експерименту дійшли висновку, що наркотична залежність формується як реакція на стрес; наразі результати експерименту часто використовуються як аргумент за декриміналізацію або легалізацію наркотиків.

## Знання на час експерименту
На середину 70х років, біохімічний механізм залежності від наркотиків ще не був повністю відомим; через це у західній медицині існувало кілька теорій, що пояснювали залежність. В той же час, вже було відомо про існування біохімічних механізмів депресії та стресу, та існували наукові результати, що пов'язували умови утримання лабораторних мишей та пацюків з їх реакцією на наркотики. В той же час, робіт, що безумовно визначали б вплив умов утримання на утворення наркотичної залежності, ще не було.

## Експерименти групи Александера
Александер припустив, що результати класичних експериментів з утворення залежності у пацюків суттєво відрізнятимится від традиційних, якщо пацюки будуть утримуватися у соціальних умовах. Для цього для експерименту було побудовано «Парк пацюків» — клітку великого розміру, де пацюки могли спілкуватися, займатися сексом та досліджувати середовище; контрольна група пацюків утримувалася в стандартних умовах. Обидві групи пацюків мали доступ як до звичайної води, так і підсолодженої води, що містила морфій; відеокамера в «парку» записувала, який з пацюків пив морфій, що дозволяло контролювати споживання.
Протокол експерименту трохи відрізнявся в залежності від статті. У найпершій роботі в пацюків примусово виробляли наркотичну залежність від морфію, та протягом подальших трьох днів вимірювали споживання води з морфієм; в подальших статтях піддослідним пацюкам давали вільний доступ до звичайної води та води, що містила морфій та 10 % цукрози, та вимірювали споживання обох рідин. Вода з морфієм була підсолоджена, аби гіркий смак морфію не викликав негативної реакції в пацюків; концентрації цукру та морфію підбиралися окремо, а контрольною рідиною був підсолоджений розчин, що містив хінин. Пацюкам давали три дні, аби призвичаїтися до середовища, коли їм давали лише просту воду та воду з 10 % цукрози; потім протягом трьох днів вони мали доступ до звичайної води та підсолодженої води з цукрозою та хініном; протягом наступних 20 днів вони мали доступ до звичайної води та води з морфієм, де найбільша концентрація морфію була в перші 5 днів; в подальшому вона знижувалася кожні 5 днів.

## Результати
За результатами експерименту група Александера опублікувала три статті, які містили результати експериментів станом на 1978, 1979 та 1981 рік, та ще кілька статей, що їх обговорювали. Усі статті стверджували, що пацюки, які жили в соціальних умовах, споживали значно менше морфію, ніж пацюки, які жили в ізоляції; за результатом статті 1981 року навіть ті пацюки, що виросли в соціальному середовищі і лише потім були ізольовані, споживали більше морфію, ніж пацюки, що виросли в ізоляції та були перенесені до соціального середовища.
В період між 1981—1982 роком «Парк пацюків» зазнав ремонту: частина обладнання, призначеного для фіксації результатів, зносилася, та була замінена комп'ютерною системою на базі Apple II, що мала мінімізувати втрату даних через проблеми з обладнанням. Між 1982 та 1985 роком було проведено ще два експерименти на новому обладнанні, після чого фінансування лабораторії було припинено.
Дані експериментів 1982—1985 років стали основою кандидатської дисертації Брюса Петрі, студента Брюса Александра. За даними двох експериментів різниці між споживанням морфію між пацюками, що жили в клітках, та їх вільними товаришами знайдено не було; більш того, порівняння з попередніми експериментами групи Александра виявило, що хоча пацюки з «Парку» споживали стільки ж морфію, скільки й раніше, але пацюки, що жили в клітках, споживали набагато менше морфію порівняно з пацюками з перших робіт. В науковій літературі ці дані були опубліковані лише у 1996 році, однак без вказівок на те, що дослідження проводилися в лабораторії Александера під його керівництвом; через це ці дані цитуються як незалежна спроба перевірки результатів групи Александера, а не власне як діяльність групи Александера.

## Відтворення експерименту
Перші спроби відтворити результати групи Александера 1978—1981 років або принаймні провести схожі експерименти на інших речовинах почалися ще у 1980х роках. У ряді випадків дослідники доходили протилежного висновку: тварини, що жили в соціальному середовищі, споживали більше наркотику, ніж ізольовані тварини.

## Виноски
1. 1 2  Bruce F. Petrie «Failure to replicate an environmental effect of morphine hypochloride consumption: a possible pharmacogenetic link» Ph.D. Thesis, Simon Fraser University (1985).pdf [Архівовано 19 серпня 2019 у Wayback Machine.](англ.)
2. ↑  Katz, D. M., and H. Steinberg. «Long-term isolation in rats reduces morphine response.» Nature 228.5270 (1970): 469.(англ.)
3. 1 2  Suzanne H. Gage and Harry R. Sumnall. «Rat Park: How a rat paradise changed the narrative of addiction.» Addiction (2018). DOI(англ.)
4. ↑  Coambs, R. B., et al. «A drug dispenser to measure individual drinking in rat colonies.» Pharmacology Biochemistry and Behavior 13.4 (1980): 593—595. (англ.)
5. 1 2  Alexander, Bruce K., Robert B. Coambs, and Patricia F. Hadaway. «The effect of housing and gender on morphine self-administration in rats.» Psychopharmacology 58.2 (1978): 175—179.(англ.)
6. 1 2  Hadaway, P. F., Alexander, B. K., Coambs, R. B., & Beyerstein, B. (1979). The effect of housing and gender on preference for morphine-sucrose solutions in rats. Psychopharmacology, 66(1), 87-91.(англ.)
7. 1 2  Alexander, B. K., Beyerstein, B. L., Hadaway, P. F., & Coambs, R. B. (1981). Effect of early and later colony housing on oral ingestion of morphine in rats. Pharmacology Biochemistry and Behavior, 15(4), 571—576.(англ.)
8. ↑  Coambs, Robert B. Aversiveness of orally administered morphine in rats. Diss. Simon Fraser University. Theses (Dept. of Psychology), 1979. pdf [Архівовано 15 серпня 2017 у Wayback Machine.](англ.)
9. ↑  Alexander, Bruce K., and Patricia F. Hadaway. «Opiate addiction: The case for an adaptive orientation.» Psychological Bulletin 92.2 (1982): 367.(англ.)
10. ↑  Alexander, Bruce K., and Patricia F. Hadaway. «Theories of opiate addiction: Time for pruning.» Journal of Drug Issues 11.1 (1981): 77-91.(англ.)
11. ↑  Petrie, B. F. «Environment is not the most important variable in determining oral morphine consumption in Wistar rats.» Psychological reports 78.2 (1996): 391—400.(англ.)